# Ghiacciaio Champness
Il ghiacciaio Champness è un ghiacciaio lungo circa 30 km situato sulla costa di Pennell, nella regione nord-occidentale della Dipendenza di Ross, in Antartide. In particolare, il ghiacciaio, il cui punto più alto si trova a circa 1600 m s.l.m., ha origine tra il versante meridionale del monte Bradshaw e quello settentrionale del picco Ian, nei monti Bowers, e fluisce verso nord-est scorrendo lungo il versante sud-occidentale della cresta Griffith, fino a unire il proprio flusso a quello del ghiacciaio Lillie.

## Storia
Il ghiacciaio Champness è stato mappato per la prima volta dal reparto settentrionale di una spedizione neozelandese di ricerca geologica in Antartide svoltasi nel 1967-68, i cui membri lo hanno così battezzato in onore di G. R. Champness, assistente di campo del reparto.